# Liste der Naturdenkmale in Schwielochsee
Die Liste der Naturdenkmale in Schwielochsee nennt die Naturdenkmale in Schwielochsee im Landkreis Dahme-Spreewald in Brandenburg.
In den Spalten befinden sich folgende Informationen:
- Nr.: Identifizierungsnummer nach veröffentlichter Liste. Sie wird von der unteren Naturschutzbehörde des Landkreises oder der kreisfreien Stadt vergeben. Wenn sie bekannt ist, wird sie angegeben. In dieser Spalte kann sich zusätzlich das Wort Wikidata befinden, der entsprechende Link führt zu Angaben zu diesem Naturdenkmal bei Wikidata.
- Bezeichnung: Benennung des Naturdenkmals, in der Regel wird bei Bäume die Baumart genannt. Bekannte Eigennamen werden mit angegeben.
- Gemarkung: Ort oder Gemarkung, in der sich das Naturdenkmal befindet
- Lage: Nennt die Lage des Naturdenkmals im jeweiligen Ortsteil und die geografischen Koordinaten des Naturdenkmals. Link zu einem Kartenansichtstool, um Koordinaten zu setzen. In der Kartenansicht sind Naturdenkmale ohne Koordinaten mit einem roten beziehungsweise orangen Marker dargestellt und können in der Karte gesetzt werden. Denkmale ohne Bild sind mit einem blauen bzw. roten Marker gekennzeichnet, Denkmale mit Bild mit einem grünen beziehungsweise orangen Marker.
- Beschreibung: die Beschreibung des Naturdenkmales
- Schutzzweck: Erläutert den Grund der Unterschutzstellung
- Bild: Zeigt ein Bild des Naturdenkmales und gegebenenfalls ein Link zu weiteren Fotos im Medienarchiv Wikimedia Commons

## Goyatz
| Bild                           | Bezeichnung                | Lage | Beschreibung | Schutzzweck | Nummer |
| ------------------------------ | -------------------------- | --- | ------------ | ----------- | ------ |
| Weitere Bilder Fotos hochladen | Stieleiche (Friedenseiche) | Goyatz, auf dem Dorfanger, Flur 1, Flurstück 649 (52° 1′ 11″ N, 14° 10′ 32,8″ O)                         |              |             |        |
| BW                             | Winterlinde                | Goyatz, Am Bahnhof Nr. 36 (ehemaliges Zollhaus), Flur 1, Flurstück 82/3 (52° 0′ 54,5″ N, 14° 11′ 0,1″ O) |              |             |        |
| BW                             | Rosskastanie               | Goyatz, Bahnhof 28 A, Flur 2, Flurstück 193/6 (52° 0′ 42,2″ N, 14° 10′ 57,1″ O)                          |              |             |        |

## Jessern
| Bild | Bezeichnung | Lage                                                                                                | Beschreibung | Schutzzweck | Nummer |
| ---- | ----------- | --------------------------------------------------------------------------------------------------- | ------------ | ----------- | ------ |
| BW   | Eiche       | Jessern, Am Ostufer des Sees (Hoffnungsbay), Flur 1, Flurstück 78 (52° 0′ 42,1″ N, 14° 11′ 23,6″ O) |              |             |        |

## Speichrow
| Bild                                    | Bezeichnung | Lage                      | Beschreibung | Schutzzweck | Nummer |
| --------------------------------------- | ----------- | ------------------------- | ------------ | ----------- | ------ |
| Direkt Bild zu diesem Denkmal hochladen | Findling    | Speichrow, Ufer am See () |              |             |        |

## Zaue
| Bild                           | Bezeichnung  | Lage | Beschreibung | Schutzzweck | Nummer |
| ------------------------------ | ------------ | --- | ------------ | ----------- | ------ |
| Weitere Bilder Fotos hochladen | Teufelsstein | Zaue, etwa 1,5 Kilometer westsüdwestlich vom Ort, auf der Grenze der drei Dörfer Trebatsch, Mittweide und Zaue (52° 3′ 28″ N, 14° 10′ 1,4″ O) |              |             |        |

## Quelle
Die Daten wurden vom Umweltamt des Landkreises Dahme-Spreewald zur Verfügung gestellt.